# Gównowacenie
Gównowacenie (ang. enshittification) – neologizm zaproponowany przez Cory’ego Doctorow w 2022 roku, oznaczający obniżanie się jakości produktów oraz usług internetowych, z powodu chęci zysku aż do ich śmierci.
Angielskie słowo enshittification zostało uznane za słowo roku 2023.